# Maé-Bérénice Méité
Pour les articles homonymes, voir Meité.
 (mai 2019).
 (mai 2019).
Si vous disposez d'ouvrages ou d'articles de référence ou si vous connaissez des sites web de qualité traitant du thème abordé ici, merci de compléter l'article en donnant les références utiles à sa vérifiabilité et en les liant à la section « Notes et références ».
Maé-Bérénice Méité née le 21 septembre 1994 à Paris est une patineuse artistique française, sextuple championne de France dans la catégorie élite (2014, 2015, 2016, 2018, 2019 et 2020). Elle est également championne de France junior en 2008 et 2009.

## Biographie

### Enfance
Maé-Bérénice Méité découvre le patinage artistique à l'âge de cinq ans au centre aéré de Vitry-sur-Seine. Elle y prend goût et participe rapidement à ses premières compétitions. Dès l'âge de 13 ans, elle maîtrise quatre triples sauts différents. Son sens artistique s'exprime également dans la pratique parallèle du violon.
Elle fait des études de management de 2015 à 2021 à l'Université de Montpellier.

### Saison 2008/2009
C'est la saison qui va faire découvrir Maé-Bérénice Méité auprès du grand public. Alors qu'elle ne participe que pour la deuxième fois aux championnats de France élite, organisés à Colmar en décembre 2008, elle devient vice-championne de France 2009. Elle n'a alors que 14 ans, et devient la dauphine de Candice Didier.
Ce bon résultat va lui permettre d'être choisie par la FFSG (Fédération française des sports de glace) pour représenter la France aux championnats du monde junior de février 2009 à Sofia où elle prend la 12e place. Le meilleur résultat d'une patineuse française sur cette compétition depuis 1997.

### Saison 2009/2010
Aux championnats de France à Marseille en décembre 2009, elle confirme ses bons résultats de l'année passée en obtenant, pour la seconde année consécutive, une médaille d'argent derrière la toute jeune Léna Marrocco. C'est cette dernière qui est sélectionnée par la Fédération pour participer aux championnats du monde junior à La Haye en mars 2010, privant ainsi Maé-Bérénice de cette compétition internationale.

### Saison 2010/2011

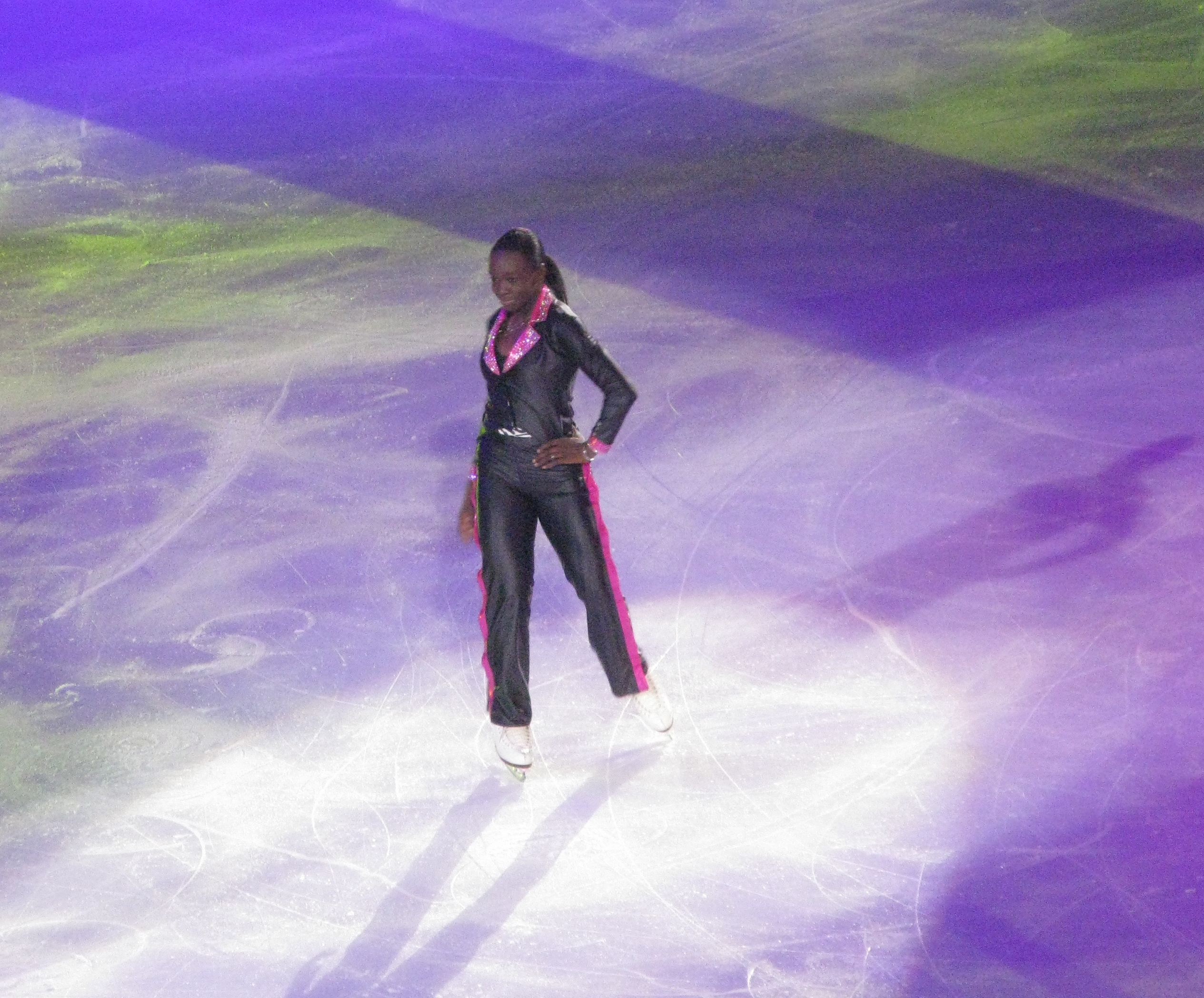
Maé-Bérénice Meité au Trophée Éric Bompard 2010

En novembre 2010, elle patine pour la première fois à des épreuves du Grand Prix ISU senior ; d'abord au Skate America (8e) puis au Trophée Éric Bompard (9e). En décembre, elle perd une place sur le podium des championnats de France à Tours en ne prenant que la médaille de bronze, derrière Yrétha Silété et Lénaëlle Gilleron-Gorry.
La fédération la sélectionne néanmoins pour participer à ses premiers championnats d'Europe, en janvier 2011 à Berne. Elle passe brillamment le cap des qualifications à la 2e place, et termine 9e de la compétition. Il s'agit du meilleur classement européen d'une patineuse française depuis 2002. Cela va permettre à la France d'avoir deux représentantes féminines pour ces championnats à la saison prochaine.
Trois mois plus tard, au mois d'avril, elle participe pour la première fois aux championnats du monde seniors à Moscou. Après avoir remporté les qualifications et terminé 11e du programme court, elle se classe 14e du classement final, ce qui constitue le meilleur résultat d'une patineuse française aux Championnats du Monde seniors depuis 2002.

### Saison 2011/2012
Maé-Bérénice Méité participe en octobre au Nepela Trophy à Bratislava qu'elle remporte. Une semaine plus tard elle remporte les masters de patinage. Fin octobre elle participe à la Coupe de Nice où elle finit à la 4e place. En novembre, elle participe à deux épreuves du Grand Prix ISU, le Trophée NHK (7e) et le Trophée Bompard (6e). Un mois plus tard, lors des championnats de France organisés à Dammarie-lès-Lys, elle échoue une nouvelle fois pour la conquête du titre et doit se contenter de la médaille d'argent, derrière Yrétha Silété.
Sélectionnée pour participer aux championnats d'Europe de janvier 2012 à Sheffield, elle descend de 4 places par rapport à la saison précédente et doit se contenter de la 13e position, derrière la championne de France Yrétha Silété qui est 9e. La France n'ayant qu'une seule place pour les championnats du monde de mars 2012 à Nice, Maé-Bérénice Meité n'est donc que remplaçante pour cette compétition.

### Saison 2012/2013
Pour le Grand Prix ISU, elle se classe 6e du Skate America en octobre. Pour le Trophée Bompard en novembre, elle se classe 5e. Le mois suivant aux championnats de France élites à Strasbourg, elle rate le titre qui lui était promis, en l'absence d'Yrétha Silété, et doit se contenter pour la quatrième fois de la médaille d'argent. Elle laisse l'or à Anaïs Ventard.
Aux championnats d'Europe de janvier 2013 à Zagreb, elle réintègre le top 10 continental en prenant la 10e place. Deux mois plus tard aux championnats du monde de mars 2013 à London, elle bat tous ses records personnels et se classe 11e.

### Saison 2013/2014
Méité a remporté son premier titre national senior aux Championnats de France 2014 . Elle a été sélectionnée pour représenter la France aux Jeux olympiques d'hiver de 2014 à Sotchi , où elle a terminé dixième.

### 2021
En février 2021, Maé-Bérénice Méité participe aux championnats du monde de patinage et se classe quatrième (166.01 points). Après la suspension par Safesport de son entraineur John Zimmerman en mars 2021 pour violences dans le sport, elle travaille à Grenoble avec Françoise Bonnard.
Lors du programme court du championnat du monde à Stockholm, Maé-Bérénice Méité se brise le tendon d'Achille. La blessure la contraint à l'abandon.
En juillet 2021, en tant qu'athlète féminine noire et physiquement différente des patineuses habituelles, elle est interviewée dans l'émission estivale de France Inter Parcours de combattants par Nassira El Moaddem sur le sujet de la norme. L'émission fait notamment écho au meurtre de George Floyd, qui pousse l'athlète à utiliser la force de sa voix, amplifiée par son palmarès, pour s'exprimer.

## Jeux Olympiques

### Jeux Olympiques de 2014
En février 2014, Maé-Bérénice Méité se classe 10e aux Jeux Olympiques de Sotchi. Elle est vue comme la nouvelle Surya Bonaly, du fait de son talent, sa couleur de peau et son physique atypique.
On estime à 3900 euros le budget de l'athlète pour ses quatre costumes.

### Jeux Olympiques de 2018
Aux Jeux Olympiques de 2018, Maé-Bérénice Méité performe pour le programme court femme sur les chansons de Beyoncé, Halo et Who run the world (girls!),. Elle arrive en 19e position en individuel.
Son équipe se classe 10e.

## Palmarès
| Compétition/Saison                                                                                  | 2008    | 2009    | 2010    | 2011    | 2012    | 2013    | 2014    | 2015    | 2016    | 2017    | 2018    | 2019    | 2020    | 2021    | 2022    | 2023    | 2024    |  |  |
| Jeux olympiques d'hiver                                                                             |         |         |         |         |         |         | 10e     |         |         |         | 19e     |         |         |         |         |         |         |  |  |
| Championnats du monde                                                                               |         |         |         | 14e     |         | 11e     | 15e     | 10e     | 25e     |         |         |         | CA      | A       |         |         |         |  |  |
| Championnats d'Europe                                                                               |         |         |         | 9e      | 13e     | 10e     | 5e      | 6e      | 6e      | 16e     | 8e      | 7e      | 9e      | CA      |         |         |         |  |  |
| Championnats de France                                                                              | 5e      | 2e      | 2e      | 3e      | 2e      | 2e      | 1re     | 1re     | 1re     | 2e      | 1re     | 1re     | 1re     | F       | F       | 4e      | F       |  |  |
| Championnats du monde juniors                                                                       |         | 12e     |         |         |         |         |         |         |         |         |         |         |         | CA      |         |         |         |  |  |
| |         |         |         |         |         |         |         |         |         |         |         |         |         |         |         |         |         |  |  |
| Grand Prix ISU                                                                                      | 2007/08 | 2008/09 | 2009/10 | 2010/11 | 2011/12 | 2012/13 | 2013/14 | 2014/15 | 2015/16 | 2016/17 | 2017/18 | 2018/19 | 2019/20 | 2020/21 | 2021/22 | 2022/23 | 2023/24 |  |  |
| Skate America                                                                                       |         |         |         | 8e      |         | 6e      | 6e      | 9e      |         |         |         |         |         |         |         |         |         |  |  |
| Skate Canada                                                                                        |         |         |         |         |         |         |         |         |         |         |         |         |         | CA      |         |         | 12e     |  |  |
| Trophée de France                                                                                   |         |         |         | 9e      | 6e      | 5e      | 5e      | 5e      | 11e     | 7e      | 8e      | 8e      | 10e     | CA      | F       | 8e      |         |  |  |
| Coupe de Russie                                                                                     |         |         |         |         |         |         |         |         |         |         | 11e     |         |         |         |         |         |         |  |  |
| Trophée NHK                                                                                         |         |         |         |         | 7e      |         |         |         | F       |         |         | 10e     | 11e     |         |         |         |         |  |  |
| Légende : F = Forfait ; A = Abandon ; CA = Compétitions annulées à cause de la pandémie de Covid-19 |         |         |         |         |         |         |         |         |         |         |         |         |         |         |         |         |         |  |  |

## Galerie d'images

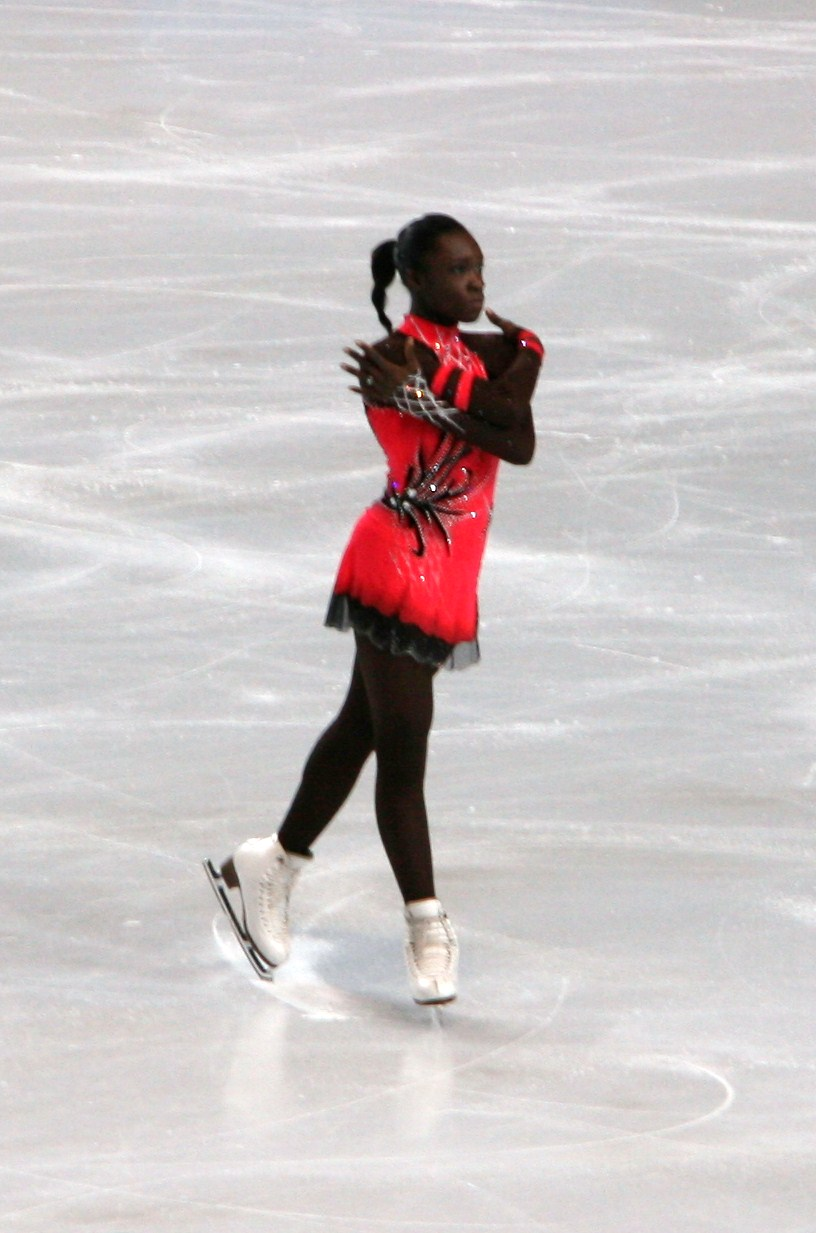
Trophée Éric Bompard 2010
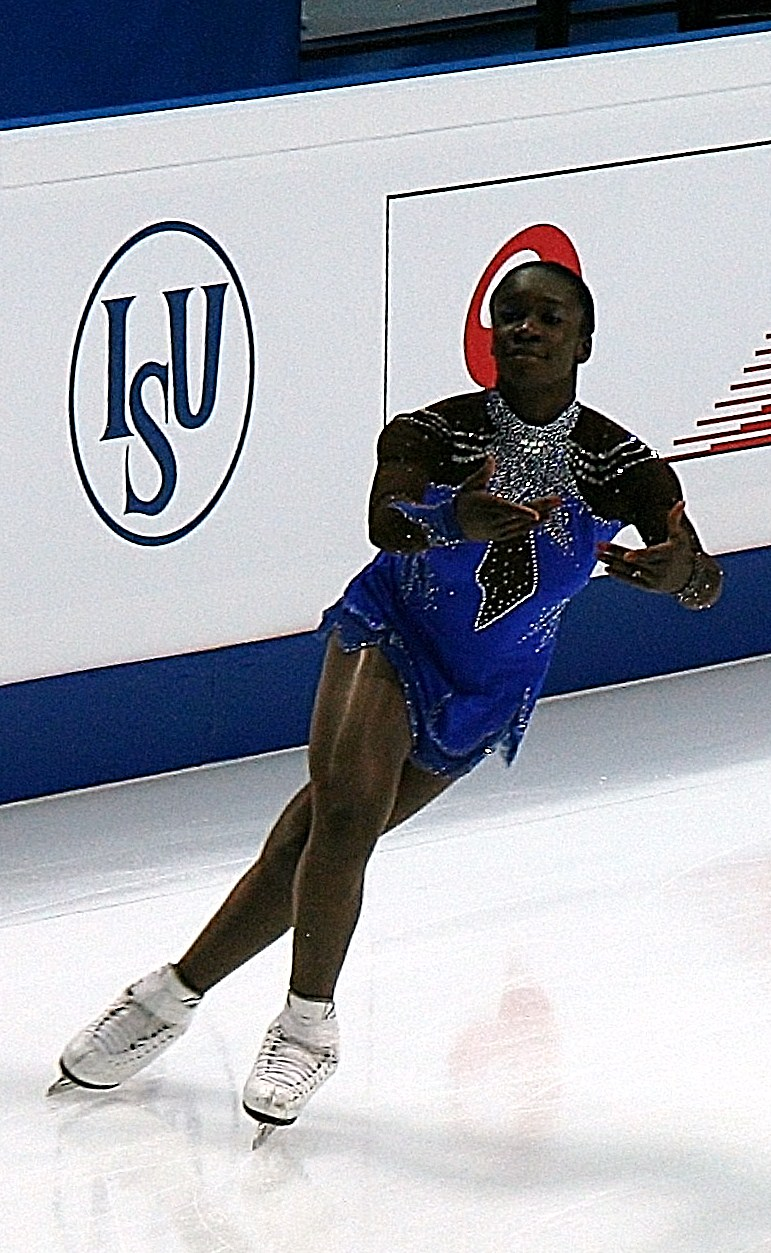
Championnats du monde 2011 (1)
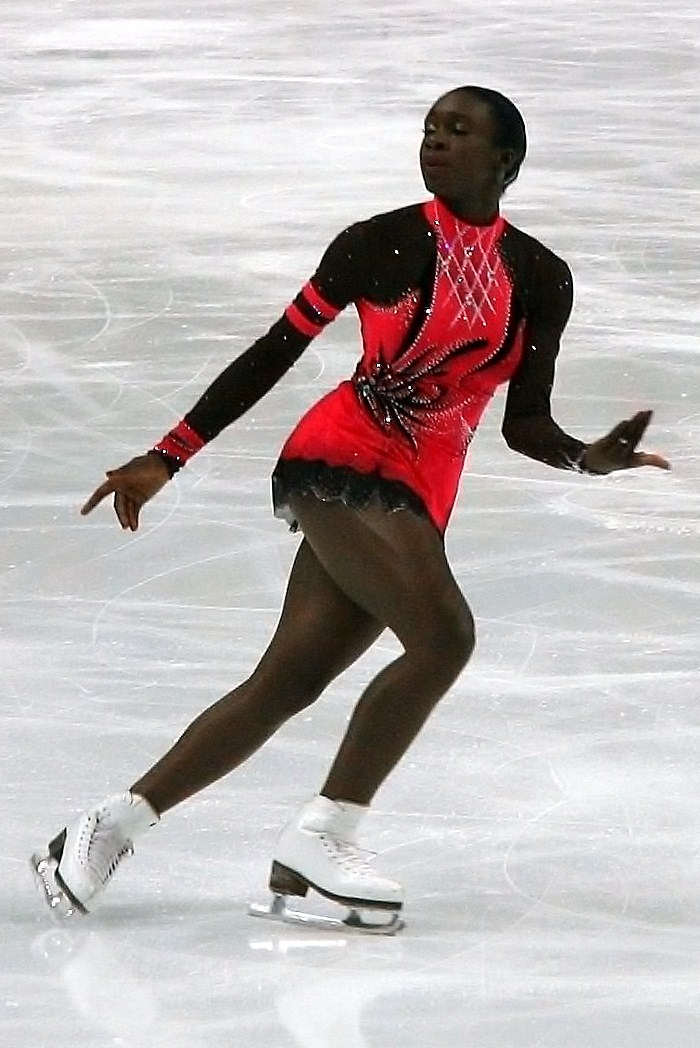
Championnats du monde 2011 (2)
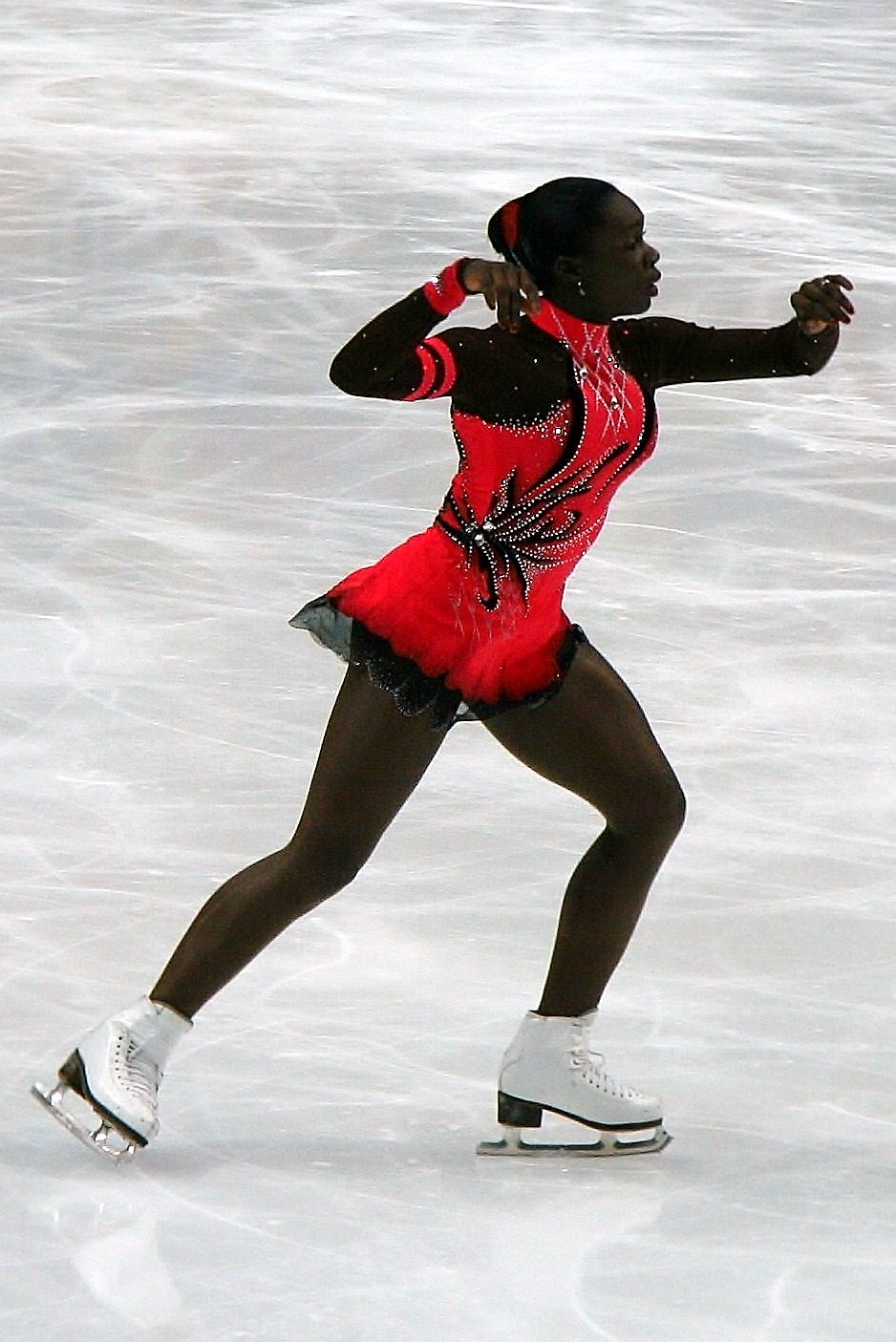
Championnats du monde 2011 (3)
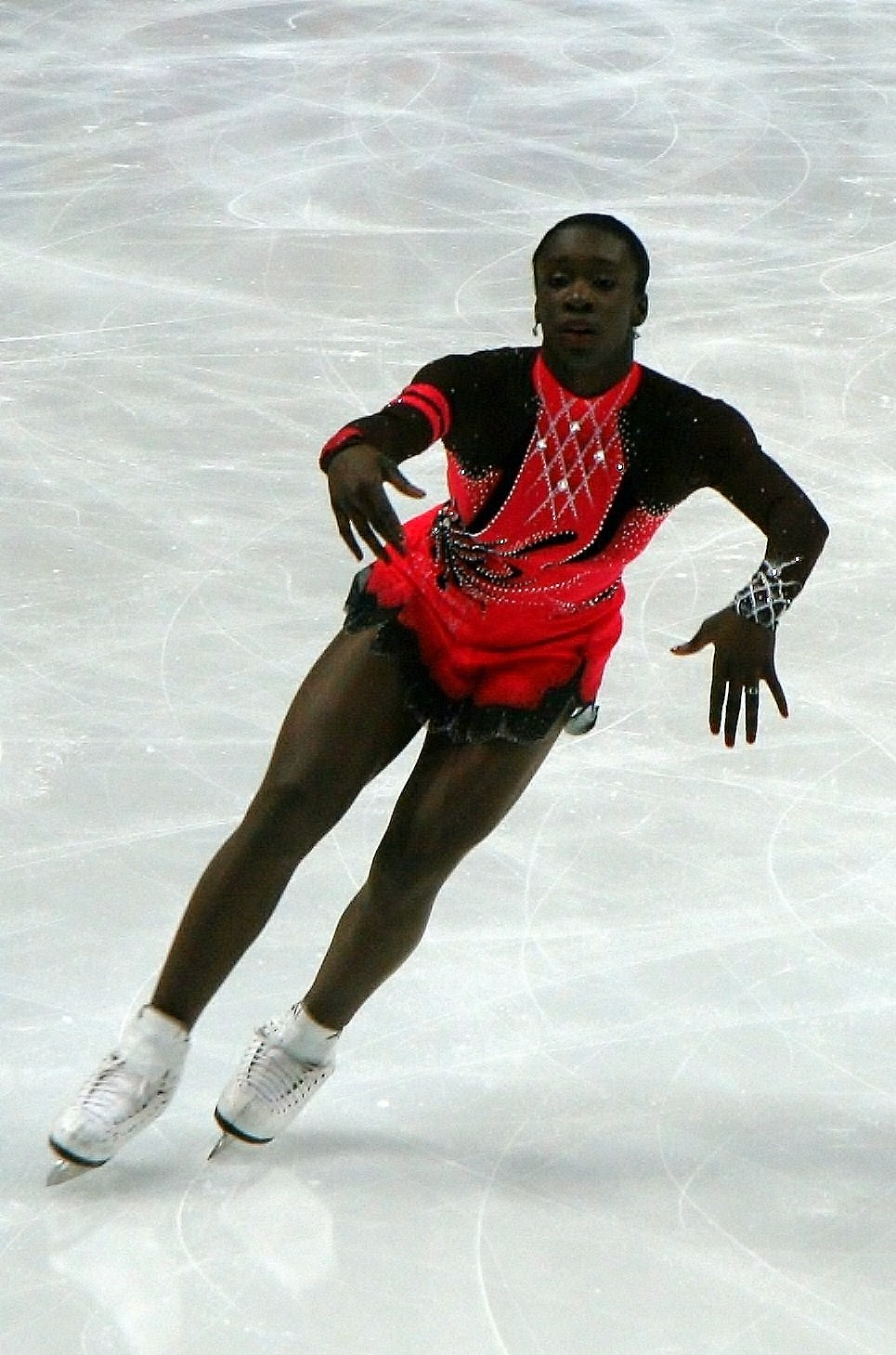
Championnats du monde 2011 (4)
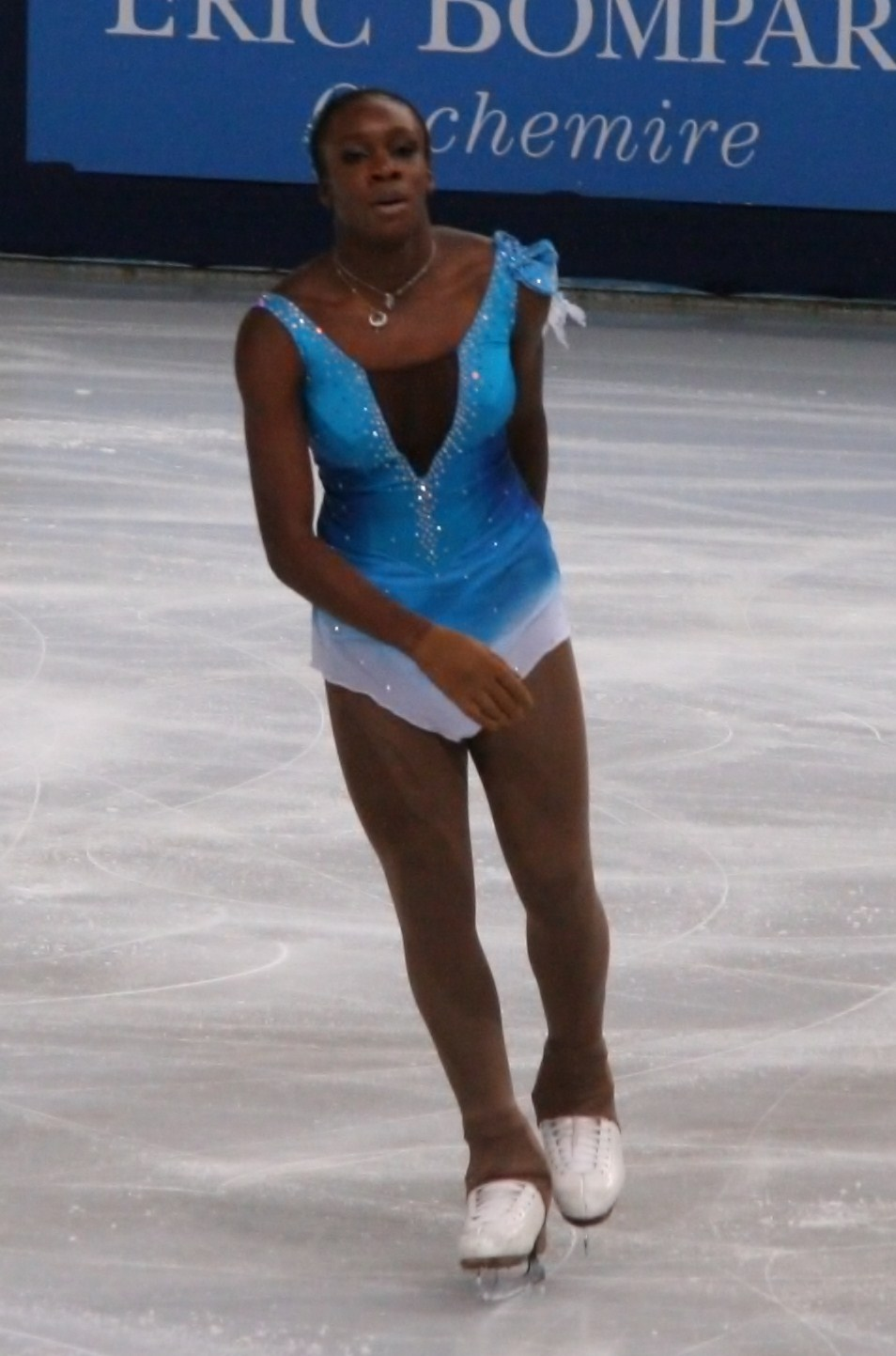
Programme court au Trophée Éric Bompard 2011
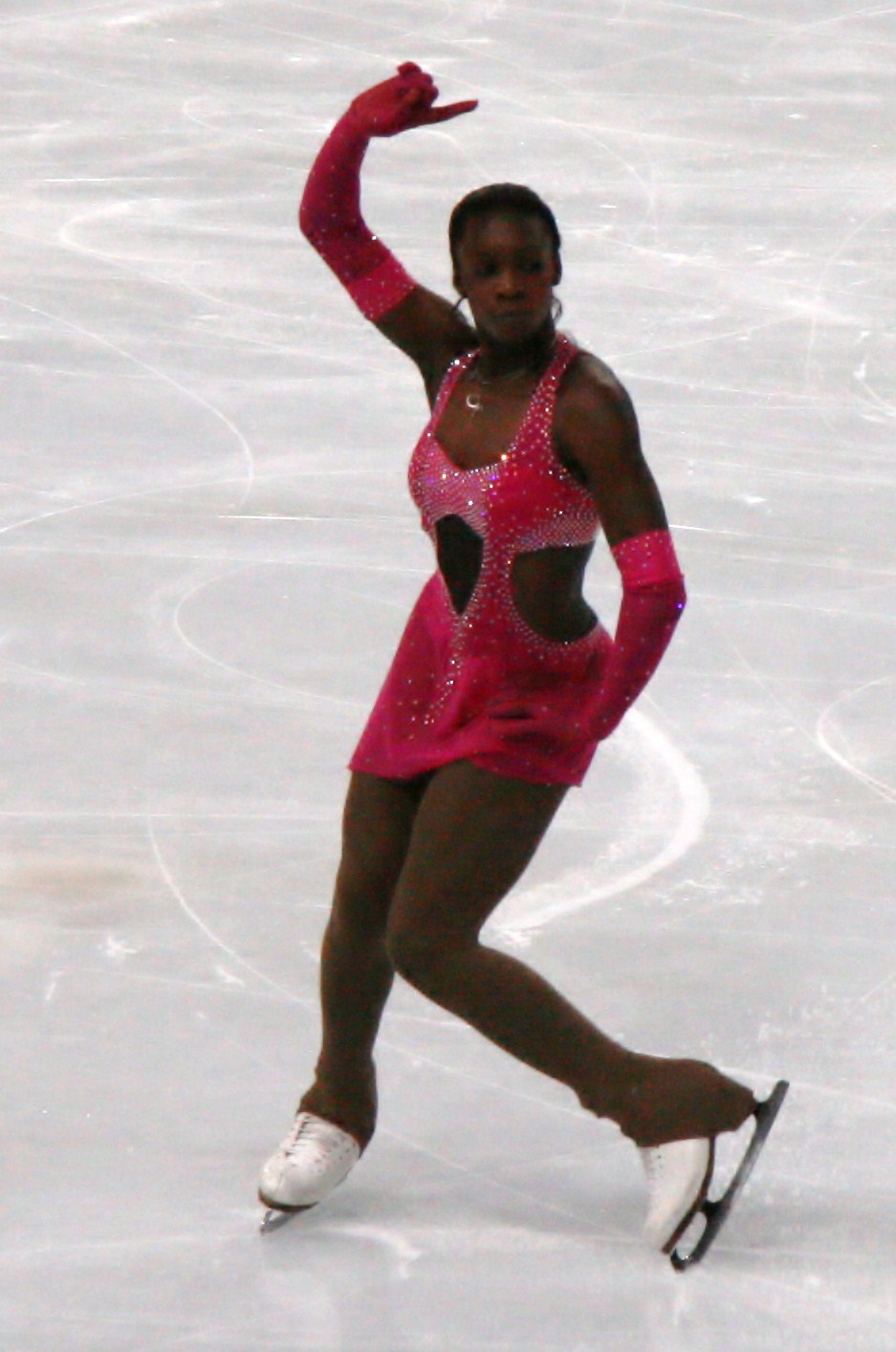
Programme libre au Trophée Éric Bompard 2011